# سفارة بولندا في السويد
سفارة بولندا في السويد هي أرفع تمثيل دبلوماسي لدولة بولندا لدى السويد. تقع السفارة في ستوكهولم وهي تهدف لتعزيز المصالح البولندية في السويد.

## وصلات خارجية
- الموقع الرسمي
- قائمة سفارات بولندا
- قائمة السفارات في السويد